# Cordyceps hauturu
Cordyceps hauturu är en svampart som beskrevs av Dingley 1953. Cordyceps hauturu ingår i släktet Cordyceps och familjen Cordycipitaceae.   Inga underarter finns listade i Catalogue of Life.